# 第34回ブルーリボン賞 (鉄道)

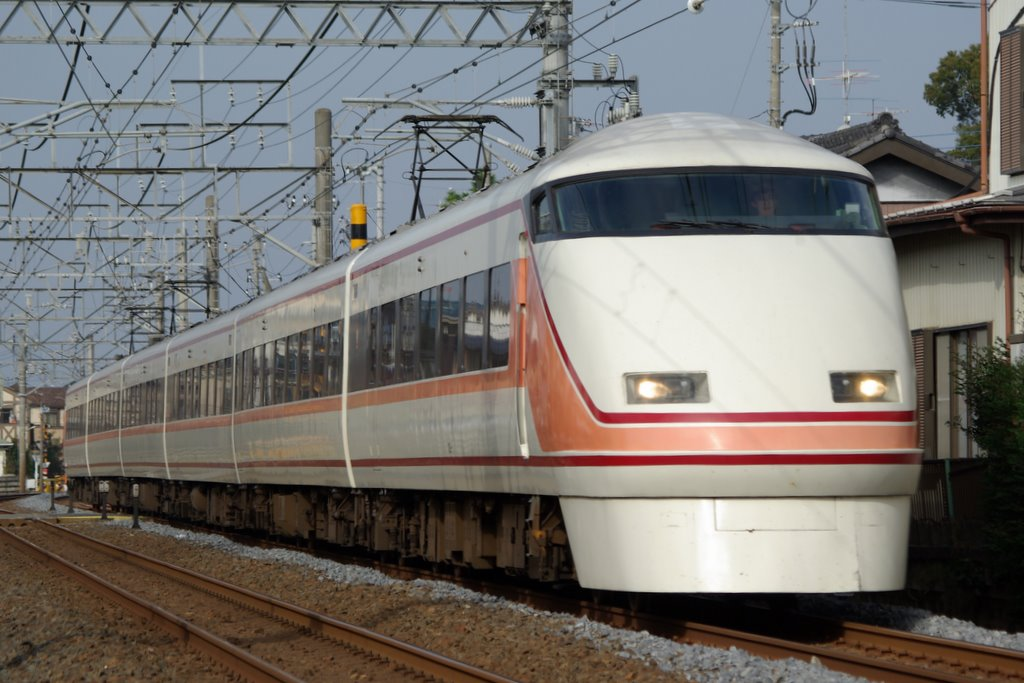
第34回ブルーリボン賞
東武100系

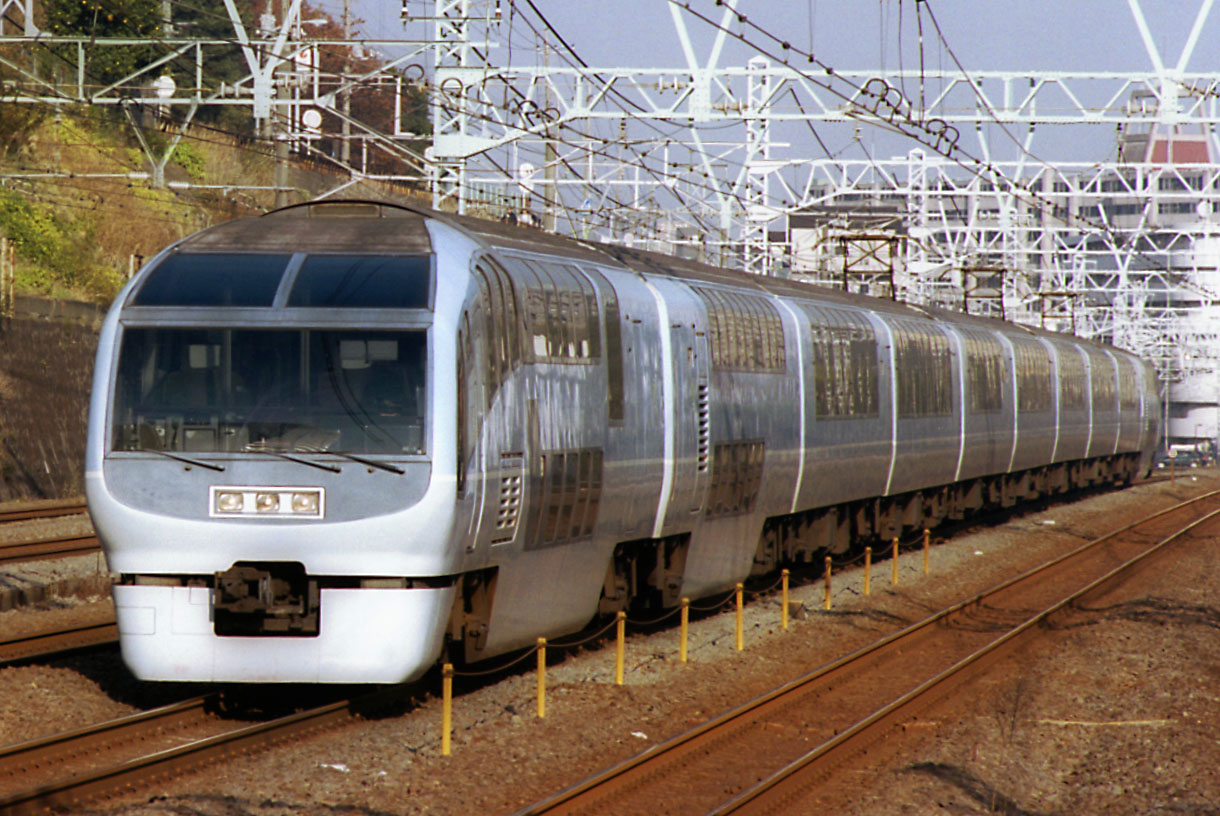
第31回ローレル賞
JR東日本251系

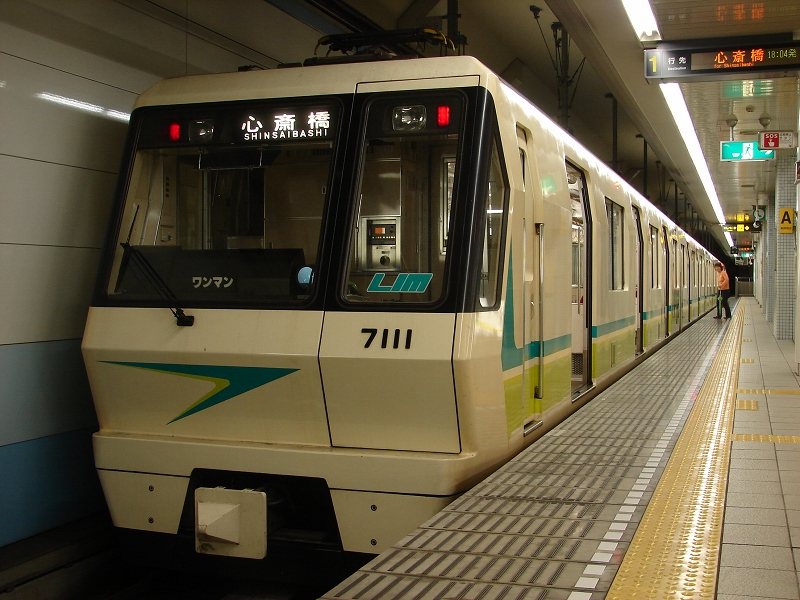
第31回ローレル賞
大阪市交通局70系

第34回ブルーリボン賞（だい34かいブルーリボンしょう）は、1991年に鉄道友の会が選定したブルーリボン賞である。本項では、第31回ローレル賞（だい31かいローレルしょう）についても併せて記す。

## 概要
日本国内で使用する鉄道・軌道車両のうち、1990年1月1日から12月31日までの間に日本国内で営業運転に就いた新形式車両またはそれとみなせる車両で、候補車両決定の時点で現に営業をしていることを概ねの要件とする選定候補車両50車種のなかから、ブルーリボン賞1形式、ローレル賞2形式が選定された。
なお、ブルーリボン賞は、通常は最高得票の車両が選定されるが、この回では有効投票数6568票のうち、最高得票のJR東日本251系電車が1005票、第2位の東武100系電車が998票と僅差であったことから、選考委員会での審議を経て第2位の東武100系電車が選定された。

## 選定車両

### ブルーリボン賞
- 東武鉄道 100系電車
  - 有効投票数6568票のうち第2位の998票から逆転で選定。

### ローレル賞
- 東日本旅客鉄道 251系電車
- 大阪市交通局 70系電車

## 候補車両
鉄道友の会ブルーリボン賞・ローレル賞選考委員会が候補車両とした50車種。
| 会社名             | 車両形式 |
| ------------------ | --- |
| 北海道旅客鉄道     | 785系電車 キハ56形550番台気動車 キハ141系気動車 キサロハ182形気動車 |
| 函館市交通局       | 8000形電車 |
| 三陸鉄道           | 36-300形・36-400形気動車 |
| 埼玉新都市交通     | 1050系電車 |
| 東日本旅客鉄道     | 165系電車「シャトル・マイハマ」 サハ204形900番台電車 249形新幹線電車 251系電車 クロハ455形電車 485系電車「シルフィード」 719系電車 キハ100形気動車 キハ110形気動車 オハフ50形2500番台客車「ノスタルジックビュートレイン」 |
| 日本貨物鉄道       | ホキ1000形貨車 |
| 東武鉄道           | 100系電車 |
| 京成電鉄           | AE100形電車 |
| 京浜急行電鉄       | 1500形1700番台電車 |
| 帝都高速度交通営団 | 03系電車5扉車 |
| 東京都交通局       | 8500形電車 |
| 相模鉄道           | 8000系電車 |
| 江ノ島電鉄         | 2000形電車 |
| 伊豆急行           | 2100系電車「リゾート21EX」 |
| 大井川鉄道         | ED90形電気機関車 クハ600形客車 |
| 名古屋鉄道         | 6750系電車 |
| 叡山電鉄           | 800系電車 |
| 京福電気鉄道       | モボ621形電車 |
| 北近畿タンゴ鉄道   | KTR001形気動車 KTR700・800形気動車 KTR1000形・KTR2000形 |
| 大阪高速鉄道       | 1000系電車 |
| 西日本旅客鉄道     | キハ35形300番台・キクハ35形300番台気動車 オハ14形300番台客車 |
| 近畿日本鉄道       | モ277形電車 20000系電車 26000系電車 |
| 南海電気鉄道       | 2000系電車 |
| 大阪市交通局       | 新20系電車 66系電車 70系電車 |
| 大阪府都市開発     | 5000系電車 |
| 神戸新交通         | 1000型電車 |
| 四国旅客鉄道       | 7000系電車 1000形気動車 |
| 九州旅客鉄道       | キハ70形 2アートギャラリー付車両 オハ24形300番台客車 |